# Геморрагическая лихорадка
Геморрагическая лихорадка — острое лихорадочное заболевание вирусной этиологии. В патогенезе часто наблюдается поражение сосудов, приводящее к развитию тромбогеморрагического синдрома (ТГС). Общий анализ крови в большинстве случаев выявляет вначале лейкопению, затем тромбоцитопению. Нозология относится к группе забытых болезней.
Среди причин геморрагического синдрома известны вирусы трёх семейств и одного порядка :
- Буньявирусы (порядок Bunyavirales, ранее семейство Bunyaviridae)
  - вирус геморрагической лихорадки с почечным синдромом (ГЛПС)
  - вирус Конго-крымской геморрагической лихорадки
  - вирус лихорадки долины Рифт (Лихорадка Рифт-Валли)
- Аренавирусы (Arenaviridae)
  - вирус Ласса (Лихорадка Ласса)
  - вирус Хунин (Аргентинская лихорадка)
  - вирус Мачупо (Боливийская лихорадка)
  - вирус Гуанарито (Венесуэльская лихорадка)
  - вирус Сэбия (Бразильская лихорадка)
- Филовирусы (Filoviridae)
  - вирус Марбург
  - вирус Эбола
- Флавивирусы (Flaviviridae)
  - вирус болезни леса Киассанур (Къясанур)
  - вирус омской геморрагической лихорадки
  - вирус жёлтой лихорадки
  - вирус лихорадки денге
  - вирус лихорадки курианте

## Диагностика
Диагноз подтверждается серологическими и вирусологическими методами исследования. Для серодиагностики используют следующие методы анализа нарастания антител:
- РН (реакция нейтрализации)
- РТГА (реакция торможения гемагглютинации)
- РСК (реакция связывания комплемента)
- РИА (радиоиммунный анализ) с парными сыворотками

Для диагностики также оцениваются результаты клинического анализа крови, коагулограммы: снижение уровня лимфоцитов, тромбоцитов, свертываемости крови, увеличение ПТ и АЧТВ.